# Vasikkasaari (ö i Finland, Norra Savolax, Norra Savolax, lat 63,26, long 26,67)
Vasikkasaari är en ö i Finland. Den ligger i sjön Pielavesi och i kommunen Pielavesi i den ekonomiska regionen  Övre Savolax ekonomiska region  och landskapet Norra Savolax, i den centrala delen av landet, 400 km norr om huvudstaden Helsingfors. Öns area är 6 hektar och dess största längd är 410 meter i nord-sydlig riktning.